# Jonas Björler
Jonas Björler (26 de febrero de 1973) es un bajista de las bandas de death metal At the Gates y The Haunted. Ha formado bandas como Demolition, Infestation y Terror.

## Demolition
- Hordes of Evil (demo) (1987)

## Infestation
- When Sanity Ends (demo) (1990)

## At the Gates
Björler era el baterista original de la banda debido a que era el baterista de la banda anterior Infestation, pero pronto se descubrió que no era capaz de tocar la batería de la banda y se convirtió en su bajista. Junto con Tomas Lindberg y Adrian Erlandsson, es uno de los miembros originales que quedan en la banda.

### Discografía At the Gates
- Gardens of Grief (EP) (1991)
- The Red in the Sky Is Ours (1992)
- With Fear I Kiss the Burning Darkness (1993)
- Terminal Spirit Disease (1994)
- Slaughter of the Soul (1995)
- Suicidal Final Art (compilation) (2001)
- At War with Reality (2014)

## Terror
- Demo '94 (1994)

## The Haunted
Formado después de la separación de At the Gates en 1996. Jonas es miembro fundador junto con Patrik Jensen y Adrian Erlandsson.

### DiscografíaThe Haunted
- Demo '97 (1997)
- The Haunted (1998)
- The Haunted Made Me Do It (2000)
- Live Rounds in Tokyo (2001)
- Caught on Tape (2002) DVD
- One Kill Wonder (2003)
- Revolver (2004)
- The Dead Eye (2006)
- Versus (2008)
- Unseen (2011)
- Exit Wounds (2014)
- Strength in Numbers (The Haunted album) (2017)

## Equipo

### Bajos
- Warwick Corvette Standard (actual)
- Warwick Streamer (actual)
- Yamaha 5 stringed (At the Gates)
- BC Rich (At the Gates)
- Rickenbacker Model 4000 (At the Gates)

### Efectos
- TC Electronics Polytune
- Pro Co RAT distortion

### Amplificadores
- Cabezas
  - EBS TDE 650 (actual)
  - EBS Fafner (actual)
  - Marshall (At the Gates)
- Cabinets
  - EBS 8x10" Neodynium (Current)

### Mezcla
- Dunlop Tortex picks .88
- Ernie Ball strings